# 姚際恒
姚 際恒（よう さいこう、1647年（順治4年） - 1715年（康熙54年）頃）は、中国清初の学者・文人・蔵書家。字は立方・首源。中国古典の偽書説を多く論じ、民国初期の顧頡剛ら疑古派に影響を与えた。

## 人物
伝記資料が乏しく、資料間で情報が食い違うこともある。
安徽省徽州府休寧県に生まれ、浙江省杭州府仁和県に住んだ。湖（おそらく西湖）を西に望む居所を「海峰閣」と号し、そこに書籍・書画・金石を多く収蔵した。毛万齢・毛奇齢兄弟と親交し、毛奇齢を介して閻若璩とも交流した。

## 受容・評価
閻若璩は『尚書古文疏証』で主張が偶然一致したことから、姚際恒の説をしばしば引用している。
清末までほぼ無名の学者だったが、民国初期の疑古派の顧頡剛によって再評価された。顧頡剛は、胡適との往復書簡形式で姚際恒について発信するとともに、著作の輯佚・再刊を進めた。

## 著作
著作の大半が散佚している。
- 『九経通論』 - ほぼ散佚。「詩経通論」などが残る[10]。完成に14年の歳月を費やし約170巻に及んだ大著[11]。
- 『庸言録』 - 散佚[10]。『四庫提要』所載[12]。『古今偽書考』は元々本書の付録だった[13]。
- 『古今偽書考』 - 現存。詳細下記。
- 『好古堂書目』 - 現存。収蔵する書籍の目録。刊本ではなく写本によって伝わる[10]。
- 『好古堂書画記』 - 現存。収蔵する書画・金石の目録。顧修撰『読画齋叢書』に収録されて伝わる[14]。
- 呉振棫編『杭郡詩輯』に、詩がいくつか収録されている[14]。

### 古今偽書考
本書は題名通り、様々な偽書説を論じる。その過程で、先人の偽書説を多く引用・検討している。具体的には、柳宗元『柳河東集』、欧陽脩等『崇文総目』、陳振孫『直斎書録解題』、晁公武『郡斎読書志』、高似孫『子略』、宋濂『諸子辨』、胡応麟『四部正譌』、楊慎『升庵集』、そして同時代人の顧炎武らの偽書説を引用している。
本書の特徴として、『孝経』や『周礼』といった経書の偽書説も躊躇せず扱うこと、諸子百家を中立的に扱うこと等が挙げられる。ただし、真偽の判断が強引な場合もあり、そこは顧頡剛も批判している。
顧頡剛は本書を校訂整理し標点を付した上で、編著『古籍考辨叢刊』に収録して世に広めた。注釈書に黄雲眉『古今偽書考補証』がある。